# سوریا سیترا مدیا
سوریا سیترا مدیا (انگلیسی: Surya Citra Media) شرکت رسانه‌ای اندونزیایی است، که در سال ۱۹۹۹ تأسیس شد.